# Пижмівкові
Пижмівкові, адоксові (Adoxaceae) [синонім: калинові (Viburnaceae)] — родина рослин порядку черсакоцвітих (Dipsacales). В сучасній систематиці складається з п'ятьох родів з 150—200 видами. Характерними ознаками є супротивне розташування листків, малі 4-пелюсткові (рідше 5-пелюсткові) квітки, зібрані у цимозні суцвіття і плід — кістянка. Цим вони подібні до багатьох деренових (Cornaceae).
За давнішими класифікаціями вся ця родина вважалась частиною родини жимолостевих (Caprifoliaceae). Пижмівка (Adoxa) була першою, переміщеною в цю групу. Пізніше до нової групи були додані роди бузина (Sambucus) та калина (Viburnum). Це було зроблено після докладного морфологічного аналізу та біохімічних досліджень міжнародним консорціумом Angiosperm Phylogeny Group. Надалі ще був доданий монотипічний рід Sinadoxa після молекулярних тестів на подібність/відмінність із пижмівкою (Adoxa).